# Lega Nazionale A 1980 (hockey su pista)
La Lega nazionale A 1980 è la 49ª edizione del torneo di primo livello del campionato svizzero di hockey su pista. Il torneo è stato vinto dal Thunerstern per la prima volta nella sua storia.

## Squadre partecipanti
- Basilea
- Étoile Carouge
- Ginevra
- Montreux
- Pully
- RC Zurigo
- Thunerstern
- Vevey

## Classifica finale
|                     | Pos. | Squadra        | Pt | G  | V  | N | P  | GF  | GS  | DR   |
| ------------------- | ---- | -------------- | -- | -- | -- | - | -- | --- | --- | ---- |
| Svizzera (bandiera) | 1.   | Thunerstern    | 23 | 14 | 11 | 1 | 2  | 97  | 53  | +42  |
|                     | 2.   | Vevey          | 22 | 14 | 10 | 2 | 2  | 98  | 35  | +63  |
|                     | 3.   | Montreux       | 20 | 14 | 10 | 0 | 4  | 137 | 47  | +90  |
|                     | 4.   | RC Zurigo      | 18 | 14 | 8  | 2 | 4  | 103 | 61  | +42  |
|                     | 5.   | Basilea        | 13 | 14 | 6  | 1 | 7  | 90  | 81  | +11  |
|                     | 6.   | Ginevra        | 10 | 14 | 5  | 0 | 9  | 71  | 109 | -38  |
|                     | 7.   | Pully          | 6  | 14 | 3  | 0 | 11 | 43  | 113 | -70  |
|                     | 8.   | Étoile Carouge | 0  | 14 | 0  | 0 | 14 | 25  | 176 | -151 |

Legenda:
  Campione di Svizzera.
  Vincitore della Coppa di Svizzera 1980.
      Qualificato in Coppa dei Campioni 1980-1981.
      Qualificato in Coppa delle Coppe 1980-1981.
      Qualificato in Coppa CERS 1980-1981.
Note:
Due punti a vittoria, uno a pareggio, zero a sconfitta.
In caso di parità di punteggio, le posizioni erano decise per differenza reti generale.

## Verdetti
| Verdetto                          | Club                    |
| --------------------------------- | ----------------------- |
| Campione di Svizzera 1980         | Thunerstern (1º titolo) |
| Qualificato in Coppa dei Campioni | Thunerstern             |
| Qualificato in Coppa delle Coppe  | Montreux                |
| Qualificate in Coppa CERS         | Vevey                   |